# Пассажирская железнодорожная станция

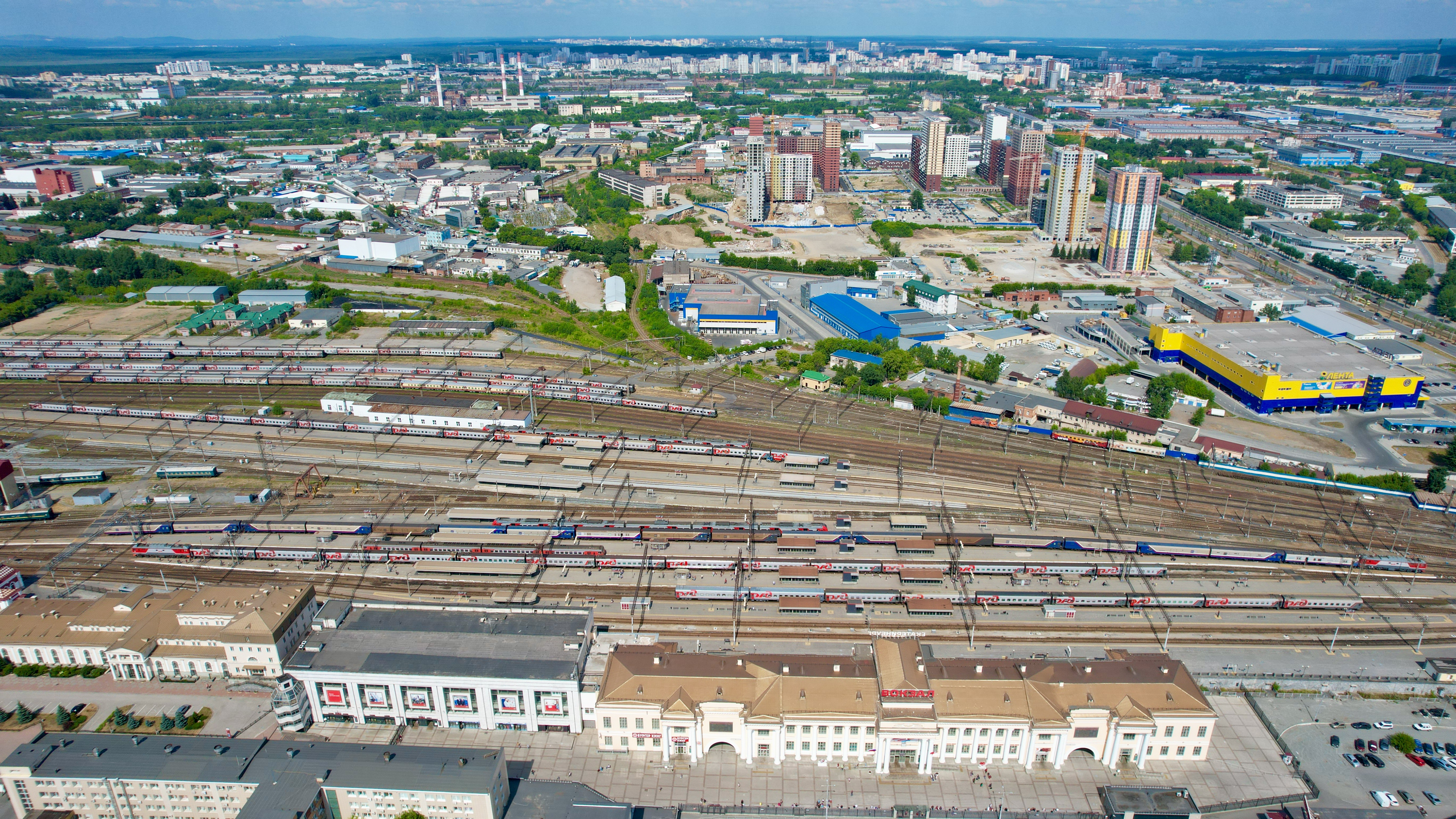
Станция Екатеринбург-Пассажирский

Пассажирская железнодорожная станция — остановочный и раздельный пункт сети железных дорог с путевым развитием, осуществляющий обслуживание пассажиров, подготовку подвижного состава к перевозкам и организацию движения пассажирских поездов. Такие станции сооружают в крупных городах, промышленных центрах и курортных районах.
В зависимости от основного назначения различают три вида пассажирских станций:
- обслуживающие дальнее, местное и пригородное движение (большинство);
- головные, обслуживающие только пригородное движение, например, Москва-Бутырская (Савёловский вокзал);
- зонные на пригородных участках (служат для стоянки составов и локомотивов в ожидании их отправления), включая пересадочные станции в пунктах слияния или пересечения с линиями метрополитена.

Обслуживание пассажиров включает следующие операции — продажа проездных билетов, посадка и высадка пассажиров, приём, хранение и выдача багажа и ручной клади, приём и отправление почты. Для выполнения этих и других услуг на станциях организуются сервис-центры фирменного транспортного обслуживания пассажиров, как на вокзалах, так и в поездах.

## Пассажирские станции
Пассажирская железнодорожная станция предназначена для выполнения задач обслуживания пассажиров на железнодорожной станции, приема и отправления багажа, почты и грузобагажа, приема и отправления пассажирских и почтово-багажных поездов, по подаче/уборке на пассажирскую техническую станцию (технический парк) конечных пассажирских поездов, технического обслуживании и экипировке транзитных пассажирских поездов и маневровой работе с почтово-багажными составами.
Станции такого вида имеют следующие основные устройства: пассажирское здание (вокзал), с помещениями для обслуживания пассажиров; пассажирские платформы и переходы в одном и разных уровнях (тоннели, пешеходные мосты), связывающие вокзал и привокзальную площадь с платформами; пути для приёма и отправления поездов, выполнения маневровых операций и временной стоянки отдельных вагонов (служебных, беспересадочного сообщения и других); технические парки; локомотивное и вагонное хозяйства; багажные и почтовые устройства; устройства СЦБ и связи, контактной сети, освещения и водоснабжения. До конца 50-х годов для снабжения пассажиров холодной и горячей кипячёной водой на территории станции располагались кубовые.

По расположению путей и вокзала пассажирские станции могут быть со сквозными или тупиковыми приёмоотправочными путями, а также комбинированного типа.

### Технический парк
Технический парк предназначен для очистки, ремонта, формирования, экипировки и стоянки небольшого числа обрабатываемых пассажирских составов в сутки. При большом числе таких составов вместо технических парков строятся самостоятельные пассажирские технические станции.

## Пассажирские технические станции
Пассажирская техническая железнодорожная станция предназначена для подготовки составов к рейсам, то есть технического обслуживания, ремонта и экипировки пассажирских вагонов и вагонов-ресторанов, формирования/расформирования пассажирских составов из приписных вагонов, подаче/уборке пассажирских составов на пассажирскую станцию, отстое пассажирских составов в ожидании отправления.
Составы поездов с пассажирской станции по соединительному пути прибывают в парк приёма, где после технического и санитарного осмотра, а также очистки вагонов при необходимости их переформировывают. Составы направляют в моечную машину, и переставляют затем в ремонтно-экипировочное депо для ремонта ходовых частей и внутреннего оборудования вагонов. Здесь же выполняют зарядку аккумуляторов, влажную уборку, техническую и санитарную проверку вагонов, обеспечивают их водой и осуществляют снабжение вагонов-ресторанов. После этого составы переставляют в парк отправления готовых составов до подачи на перронные пути под посадку пассажиров.